# Klaus-Michael Geiger
Klaus-Michael Geiger (* 27. März 1962 in Lörrach) ist ein deutscher Manager.
Geiger gründete 1980 die Firma Ton-Licht-Video Vertrieb in Lörrach und arbeitete dort bis 1985 als Geschäftsführer. Parallel zu dieser Tätigkeit legte Geiger 1982 das Abitur ab. Im August 1985 begann er eine Ausbildung zum Bankkaufmann bei der Dresdner Bank Filiale Rastatt, die er im Juli 1987 abschloss. Geiger blieb bis Dezember 2002 bei der Dresdner Bank, ab Dezember 2001 war er Mitglied des Vorstandes und für den Bereich Informationstechnologie verantwortlich. Am 1. Januar 2003 wechselte Geiger in den Vorstand der WestLB und war dort Leiter des operativen Geschäfts (COO). Geiger verließ die WestLB zum Jahresende 2007, da sein Vertrag nicht verlängert wurde.